# قرار مجلس الأمن التابع للأمم المتحدة رقم 1744
قرار مجلس الأمن التابع للأمم المتحدة رقم 1744، الذي تم تبنيه بالإجماع في 20 فبراير 2007، أذن لبعثة الاتحاد الأفريقي في الصومال أن تحل محل بعثة دعم السلام التابعة للهيئة الحكومية الدولية المعنية بالتنمية.

## التاريخ
في 21 شباط / فبراير 2007، أعطى مجلس الأمن الضوء الأخضر للاتحاد الأفريقي لإنشاء بعثة في الصومال لمدة ستة أشهر، وطلب من الأمين العام إرسال بعثة تقييم تقني للنظر في إمكانية قيام عملية حفظ سلام تابعة للأمم المتحدة بعد انتشار الاتحاد الأفريقي.
اتخذ المجلس بالإجماع القرار 1744 (2007)، وعمل بموجب الفصل السابع من الميثاق، فأذن المجلس لبعثة الاتحاد الأفريقي باتخاذ جميع التدابير، حسب الاقتضاء، لدعم الحوار والمصالحة.
ورحب المجلس بمبادرة المؤسسات الاتحادية الانتقالية والرئيس عبد الله يوسف أحمد، وطلب من الأمين العام المساعدة في هذا المؤتمر وتعزيز عملية سياسية مستمرة وشاملة للجميع، بالتعاون مع الاتحاد الأفريقي وجامعة الدول العربية والهيئة الحكومية الدولية للتنمية.
تشمل العناصر الأخرى لولاية البعثة ما يلي: توفير الحماية للمؤسسات الاتحادية الانتقالية والأمن للبنية التحتية الرئيسية؛ المساعدة في تنفيذ خطة الأمن الوطني والاستقرار؛ المساهمة في تهيئة الظروف الأمنية اللازمة لتقديم المساعدة الإنسانية؛ وحماية موظفيها ومرافقها، وضمان أمن وحرية تنقل أفرادها. ولهذه الغاية، رفع المجلس الحظر المفروض على الأسلحة بموجب القرار 751 (1992) عن الأسلحة والإمدادات التي تستخدمها البعثة ولغرض المساعدة في تطوير مؤسسات قطاع الأمن، شريطة أن تخطر الدول التي تقدم هذه الأسلحة والمساعدات لجنة العقوبات في هذا الصدد.

## روابط خارجية
- نص القرار في undocs.org